# Усть-Ординський
Усть-Ординський (рос. Усть-Ордынский, бур. Ордын Адаг) — селище в Іркутській області Росії. Адміністративний центр Усть-Ординського Бурятського автономного округу - територіальної одиниці з особливим статусом у складі Іркутської області, адміністративний центр Ехірит-Булагатського району. 

## Географія
Селище розташоване в долині річки Куди (притоки Ангари), переважно на правому березі, за 62 км на північний схід від Іркутська. В межах селища в річку Куда впадають кілька невеликих річечок, в тому числі Ордушка (Орда), на честь якої і названо селище, Ідига, Кулункунка. В межах селища ландшафт рівнинний, з кількома невеликими височинами. Із заходу і сходу селище оточене пасмами пагорбів заввишки до 718 м. За 3 км на північ від селища знаходиться гора Булен , яка є історичним та культовим місцем.
Клімат
Клімат різко континентальний. Зима малосніжна, холодна. Середня температура січня -23 °С, липня + 21 °С. Опадів близько 300 мм на рік.

## Історія
Виникнення
Існує легенда, що на початку XIX століття рознеслася чутка, що в далекій Витимській тайзі знайдено золото. І ось в цей час мешканець улуса Кукунут коханець вирішив свого сина Бадму поселити на дорозі. Одружив його на тугутуйській дівчині Ганні, але так як батько не погоджувався віддати будинок за нехрещених бурят, Бадму перед весіллям охрестили. Тугутуйський піп при хрещенні дав йому ім'я Петро і привласнив своє прізвище Татаринов. Оглядаючи місцевість для поселення, Петро, зі зневагою зауважив: «Ну і місце, навколо болото, бруд, хархан (чагарник). (Це слово дало згодом назву селу - Харханай)». «Нічого, синку, - відповів йому батько, - зате тут буде золоте дно». І, дійсно, на перший погляд місце незатишне: купини, болота, чагарники жимолості, шелюги. Тому люди проходили це місце, ніхто тут не селився. Вибрали місце сухіше. Біля злиття Ординки поставили хатинку, кузню, баню. І зажили молоді Татаринови на новому місці. Народ став до них заходити, заїжджати. Батько по навколишніх селах скуповував фураж, продукти, одяг. Петро перепродував їх.
Робота в кузні теж давала дохід. Господарство швидко зростало і міцніло. Підростаючі чотири сини Василь, Олексій, Михайло, Юхим допомагали батькам. Згодом сини одружилися, виділилися в самостійні. Так розросталася село Харганай, збільшувалася плем'я Татаринова. І довгий час не було тут інших прізвищ крім Татаринова.
Існує також друга версія заснування селища.
Відомий вчений-топоніміст Матвій Миколайович Мельхєєв у своїй праці «Географічні назви Східного Сибіру», відзначав, що до 1837 року ця було бурятське село Хужир (в перекладі - «солончак», «солонець»). Назва ця пов'язана з великою засоленістю ґрунтів в околицях села, коли в суху погоду земля покривається білуватим нальотом солі. Поруч з Хужиром ще на початку XIX століття перебувала Усть-Ординська поштова станція в один двір, яка ще називалася Швед, так як колись станцію містив якийсь шведський військовополонений. Згодом село, по гирлу річки Ордушка, засноване як початковий пункт, поштова станція, стала розростатися і перетворилася в аймачну столицю.
Аймачний центр
З часу утворення Ехірит-Булагатського аймака в 1918 році адміністративними центрами по черзі були села Ользон і  Баяндай. Але в зв'язку з їх незручним місцезнаходженням центральні аймачні установи були переведені в Усть-Орду.
«Визнати село Усть-Орда адміністративним, економічним та політичним центром» - таку постанову було прийнято 5 січня 1925 року. З того часу статус Усть-Орди змінився. У аймачний центр кинулися приватні дрібні торговці, багато хто хоче жити тут і працювати.
Тут, вже в двадцяті роки, були в наявності всі переваги перед іншими селами аймака. Усть-Орда була економічним центром: сюди приходило на базар населення для збуту й купівлі продуктів сільського господарства, тут знаходилися потужна споживча кооперативна лавка, правління сільськогосподарського кооперативно-кредитного товариства.
Вигідним було також географічне розташування Усть-Орди, розташованої близько до Іркутська, на шляхах перетину величезної більшості булагатських і ехіритських родів. Ольхонський тракт проходив паралельно Усть-Орді всього лише за 8 верст, що давало широку можливість населенню аймака відвідувати по своїх справах адміністративний центр. Відкрилася середня школа, в цьому ж році почалося будівництво лікарні.
7 березня 1928 року в клубі села почав працювати радіоприймач.
22 вересня 1928 року відбулося відкриття Усть-Ординської лікарні на 50 ліжок. У цей період в лікарні працюють вже 14 лікарів і 17 медсестер.

## Окружний центр
У вересні 1937 року одночасно з поділом Східно-Сибірського краю на Іркутську і Читинську області в складі Іркутської області був утворений Усть-Ординський Бурят-Монгольський (згодом Усть-Ординський Бурятський) автономний округ. До моменту утворення округу в Усть-Орді, яка хоч і була на той час центром Ехірит-Булагатського аймака, можливостей «прийняти» на себе обов'язки «столиці» округу було дуже мало. 
В порівняно короткий термін - за 1938-1941 рр. Усть-Орда значно зросла: з'явилися цілі вулиці з будинків, перевезених з різних місць, почалося нове будівництво службових та житлових будівель для установ і підприємств соціально-культурного призначення.
До 1941 року селище став найбільшим за кількістю мешканців в окрузі. Тут за станом на кінець 1940 року, проживало близько 5 тисяч осіб.
З 1992 року має статус сільського населеного пункту.